# Санта Барбара-Минијера (Сијена)
Санта Барбара-Минијера је насеље у Италији у округу Сијена, региону Тоскана.
Према процени из 2011. у насељу је живело 17 становника. Насеље се налази на надморској висини од 252 м.